# Johan Josef Brunian
Johan Josef Brunian (německy Johann Joseph Brunian, 19. března 1733 Praha – 15. června 1781 Altona u Hamburku) byl česko-německý divadelní herec, ředitel, režisér a překladatel, významná postava rozvoje divadla v českých zemích. Vedl vlastní divadelní společnost, se kterou v letech 1769 až 1778 působil v Divadle v Kotcích. Společnost zde roku 1771 uvedla český překlad německého originálu pod názvem Kníže Honzík, což představovalo první představení klasického dramatu hraného v češtině.

## Život

### Mládí a studia
Narodil se v Praze, pocházel ze zchudlého původem italského šlechtického rodu usazeného v Čechách. Již od mládí se pohyboval v divadelním prostředí, nejprve se do roku 1745 živil jako rekvizitář a cedulář u Hoelzelovy společnosti v Olomouci (1745), poté jako provazolezec v Brně, následně byl od roku 1746 angažován u divadelní společnosti C. J. Nachtigalla v Kremži a od roku 1750 pak u společnosti J. M. Brennera ve Vídni. V dalších letech pak účinkoval v divadelních společnostech po Moravě, v Německu, opět v Praze a od roku 1763 v Brně, kde však s již vlastní společností pobyl jen krátce. V letech 1765 až 1768 potom působil ve Štýrském Hradci.

### Divadlo v Kotcích
Roku 1769 byl pověřen vedením Divadla v Kotcích na Starém Městě v Praze, aby zde účinkoval se svou divadelní společností. Pozvedl úroveň zdejšího repertoáru: zábavné zpěvohry a částečně improvizované veselohry vystřídaly veselohry z německých originálů, již neimprovizované. Invenci rozvíjel rovněž v česky hraném divadle, které do té doby nebylo praktikováno, v tom byl podporován hrabětem Prokopem Vojtěchem Czerninem. V Kotcích tak byla roku 1771 premiérována inscenace německé hry Johanna Christiana Krügera v českého překladu Jana Josefa Zeberera pod titulem Kníže Honzík. Představení se však setkalo s nelibostí publika: překlad nebyl kvalitní a většinou jen německy mluvící herci nedeklamovali český text srozumitelně, naopak kladně byla přijata mj. archivářem a publicistou Františkem Martinem Pelclem. Od dalších pokusů o české inscenace pak Brunian upustil. Ve stejném roce představil v divadle také kusy francouzské komedie, mj. Moliéra a Voltaira.
Po svém odchodu z divadla v Kotcích pak působil v Drážďanech, Braunschweigu, Hildesheimu a roku 1779 na vévodském dvoře ve Šlesvicku.

### Úmrtí
Johan Josef Brunian zemřel 15. června 1781 v Altoně u Hamburku ve věku 48 let.